# روبرتو غوتيريز دياز
روبرتو غوتيريز دياز (بالإسبانية: Roberto Gutiérrez Díaz)‏ (15 مارس 1991 بسانتا كروث دي تينيريفه في إسبانيا - ) هو لاعب كرة قدم إسباني في مركز حراسة المرمى. لعب مع نادي تينيريفي وتينيريفي ب.

## وصلات خارجية
- روبرتو غوتيريز دياز على موقع قاعدة بيانات كرة القدم.إي يو (الإنجليزية)
- روبرتو غوتيريز دياز على موقع Soccerway.com (الإنجليزية)
- روبرتو غوتيريز دياز على موقع AS.com (الإسبانية)